# Túnica albugínea

Corte transversal del pene y sus partes

La túnica albugínea es una envoltura fibrosa de la corpora cavernosa del pene. Se compone de aproximadamente un 5% de elastina, un tejido extensible que se compone sobre todo de los aminoácidos glicina, valina, alanina y prolina. La mayoría del resto de tejido es el colágeno, que se compone de lisina, prolina, glicina, alanina y otros aminoácidos. Es una estructura bicapa con una sección longitudinal externa y otra circular interna.
La túnica albugínea está directamente implicada en el mantenimiento de la erección. Esto se debe a la fascia de Buck, constricción de la vena dorsal profunda del pene, evitando que la sangre salga y mantener así el estado de erección. Las venas de erección incluyen la vena dorsal profunda, dos venas cavernosas y cuatro venas paraarteriales. 
Las trabéculas de la túnica albugínea son más delicadas, casi uniformes en tamaño, y las mallas de entre ellos menor que en los cuerpos cavernosos del pene: sus diámetros largos, en su mayor parte, lo que corresponde con la del pene. La envoltura externa o capa externa del cuerpo esponjoso está formada en parte de las fibras musculares sin rayas, y una capa del mismo tejido rodea inmediatamente el canal de la uretra.